# La donna silenziosa
La donna silenziosa (Die schweigsame Frau) è un'opera lirica in tre atti musicata da Richard Strauss (Opus 80; TrV 265) su libretto di Stefan Zweig tratto dalla commedia Epicoene, o la donna silenziosa di Ben Jonson (probabilmente del 1609). 
Die schweigsame Frau fu eseguita la prima volta il 24 giugno 1935 alla Staatsoper di Dresda diretta da Karl Böhm con Maria Cebotari, Erna Sack e Kurt Böhme.

## Trama

### Atto I
L'opera inizia con le manifestazioni di fastidio mostrate da Sir Morosus nei confronti della sua governante la quale lo ha svegliato con i suoi rimbrotti rivolti al barbiere venuto a radere il padrone di casa. Sir Morosus è infatti un anziano capitano in pensione che, in seguito a un'esplosione, ha subito gravi danni all'udito e da allora prova fastidio verso i rumori; la governante, vorrebbe farsi sposare da Sir Morosus, ha incaricato il barbiere di convincere il padrone a sposarla, ma questi non vuole prestarsi. Il barbiere consiglia al capitano di licenziare la vecchia governante e sostituirla con una moglie giovane e taciturna. Giunge all'improvviso Henry, il nipote prediletto di Sir Morosus, di cui non si avevano più notizie. Henry, che chiede allo zio di essere ospitato con la moglie Aminta e una coppia di amici, è accolto dapprima con grande disponibilità dallo zio il quale tuttavia cambia opinione quando scopre che Henry è entrato in una compagnia teatrale, ha sposato un'attrice e vorrebbe trasformare in un teatro la tranquilla abitazione dello zio. Indignato, Sir Morosus scaccia Henry da casa; incarica poi il suo barbiere di cercargli una moglie silenziosa. Il barbiere confida i progetti del vecchio al nipote: si presenterà allo zio una donna silenziosa e taciturna che si trasformerà in una furia dopo il matrimonio.

### Atto II
Il giorno dopo, il barbiere presenta al capitano tre candidate al matrimonio: la rozza Carlotta, l'altezzosa e istruita Isotta, la modesta e taciturna Timidia. Si tratta in realtà di tre attrici della compagnia; in particolare Timidia, che conquista immediatamente il cuore di Sir Morosus, non è altri che Aminta, la moglie di Henry. L'ignaro Sir Morosus ordina al barbiere di convocare immediatamente anche un prete e un notaio; dopo la venuta di costoro, anch'essi attori della compagnia, il matrimonio viene celebrato con una rumorosa cerimonia alla quale partecipano anche vicini di casa e i marinai. Il marito è esausto, ed entra in azione la sposina la quale si trasforma in una aggressiva e rumorosa megera. Appare il nipote Henry che riesce a calmare Aminta/Timidia e promette allo zio che farà di tutto per domare la moglie ribelle. Mentre lo zio sta riposando, Henry e Aminta si abbracciano felici.

### Atto III
Il giorno successivo, Sir Morosus è ancora alle prese con Aminta/Timidia. Il pover'uomo è stordito dal rumore fatto dagli artigiani chiamati dalla moglie per ristrutturare la casa, e da un pianista e un insegnante di canto assunti sempre dalla moglie per far pratica musicale. Infine giungono un giudice e due avvocati, in realtà anch'essi due commedianti, che Henry ha assunto per iniziare le pratiche per il divorzio. Viene alla luce anche un amante di Aminta/Timidia (lo stesso Henry); ma anche questa circostanza non è ammessa fra le cause di divorzio in quanto nel contratto di matrimonio non era stata prevista nessuna clausola riguardante l'illibatezza della moglie. Sir Morosus è prossimo a un esaurimento nervoso; intervengono a questo punto Henry e Aminta che, chiedendo perdono al capitano, gli rivelano l'inganno. Il capitano li perdona con una risata liberatoria, nomina Aminta ed Henry suoi eredi. Tutti escono dalla scena e, nel silenzio della scena finale, Sir Morosus conclude con un monologo finale: «Wie schön ist doch die Musik – aber wie schön erst, wenn sie vorbei ist!» (Come è bella la musica, ma come è ancora più bella quando è finita!).

## Organico orchestrale
La partitura di Strauss prevede l'utilizzo di:
- 3 flauti (III anche ottavino), 2 oboi, corno inglese, clarinetto in Re, 2 clarinetti, clarinetto basso, 3 fagotti (III anche controfagotto)
- 4 corni, 3 trombe, 3 tromboni, bassotuba
- timpani, percussioni, 4 campane
- arpa, clavicembalo, celesta, organo
- archi